# Книгата на живота
„Книгата на живота“ (на английски: The Book of Life) е американски анимационен филм от 2014 г.

## Актьорски състав
| Актьор            | Роля             |
| ----------------- | ---------------- |
| Диего Луна        | Маноло Санчес    |
| Зоуи Салдана      | Мария Посада     |
| Чанинг Тейтъм     | Хоакин Мандрагон |
| Кристина Апългейт | Мери Бет         |
| Айс Кюб           | Свещаря          |
| Рон Пърлман       | Шибалба          |
| Кейт дел Кастийо  | Ла Муерте        |
| Хектор Елисондо   | Карлос Санчес    |
| Дани Трехо        | Луис Санчес      |
| Карлос Алазраки   | Рамиро Посада    |
| Ана де ла Регера  | Кармен Санчес    |
| Пласидо Доминго   | Хорхе Санчес     |

## Награди и номинации
| Категория                                            | Номиниран(и)                                       | Резултат                |
| Ани (31 януари 2015 г.)                              | Ани (31 януари 2015 г.)                            | Ани (31 януари 2015 г.) |
| ---------------------------------------------------- | -------------------------------------------------- | ----------------------- |
| Най-добър дизайн на персонажи в анимационен филм     | Най-добър дизайн на персонажи в анимационен филм   | награда                 |
| Най-добър пълнометражен анимационен филм             | Най-добър пълнометражен анимационен филм           | номинация               |
| Най-добър дизайн на продукцията в анимационен филм   | Най-добър дизайн на продукцията в анимационен филм | номинация               |
| Най-добри анимационни ефекти в анимационен филм      | Най-добри анимационни ефекти в анимационен филм    | номинация               |
| Най-добра режисура на пълнометражен анимационен филм | Хорхе Гутиерес                                     | номинация               |
| Златен глобус (11 януари 2015 г.)                    |                                                    |                         |
| Най-добър пълнометражен анимационен филм             | Най-добър пълнометражен анимационен филм           | номинация               |
| Сателит (15 февруари 2015 г.)                        |                                                    |                         |
| Най-добър анимационен филм                           | Най-добър анимационен филм                         | номинация               |